# Steve Kasper
Stephen Neil „Steve“ Kasper (* 28. September 1961 in Montreal, Québec) ist ein ehemaliger kanadischer Eishockeyspieler und -scout sowie derzeitiger -trainer, der im Verlauf seiner aktiven Karriere zwischen 1977 und 1993 unter anderem 915 Spiele für die Boston Bruins, Los Angeles Kings, Philadelphia Flyers und Tampa Bay Lightning in der National Hockey League auf der Position des Centers bestritten hat. Im Jahr 1982 erhielt Kasper die Frank J. Selke Trophy als bester Defensivstürmer der NHL. Zwischen 1995 und 1997 betreute er als Cheftrainer die Boston Bruins.

## Karriere

### Spielerkarriere
Kasper spielte während seiner Juniorenzeit zwischen 1977 und 1980 für die Éperviers de Verdun/Sorel in der Ligue de hockey junior majeur du Québec. Gemeinsam mit Chris Valentine gehörte er dort zu den Topscorern und wurde beim NHL Entry Draft 1980 von den Boston Bruins in der vierten Runde als 81. ausgewählt.
Bereits zur Saison 1980/81 konnte er sich im Trainingscamp gegen einige andere junge Spieler durchsetzen und erspielte sich einen Stammplatz bei den Bruins. In seiner Rookie-Saison fiel er nicht nur wegen seiner 21 Tore und 56 Punkte auf. Für einen jungen Spieler hatte Kasper außergewöhnlich sicheres Auftreten. Gemeinsam mit Keith Crowder und Routinier Wayne Cashman bildete er die defensive Sturmreihe der Bruins. In seinen neun Jahren in Boston schaffte er viermal mehr als 20 Tore. Gleich in seinem zweiten Jahr gewann er die Frank J. Selke Trophy als bester defensiver Angreifer. Er zählte zu den absoluten Unterzahlspezialisten, wobei ihn vor allem seine Torgefährlichkeit auszeichnete. In einem Spiel bei den Toronto Maple Leafs im Januar 1985 gelang ihm das Kunststück, während einer Unterzahlsituation gleich zwei Treffer für die Bruins zu erzielen. 
Im Laufe der Saison 1988/89 wechselte er für Bobby Carpenter zu den Los Angeles Kings. Hinter den von Wayne Gretzky und Bernie Nicholls geführten, ersten beiden Reihen, war er dort Center der dritten, defensiven Sturmreihe. Zur Saison 1991/92 wollte man bei den Kings Jari Kurri an die Seite von Gretzky stellen. Im Tausch wurde Kasper gemeinsam mit Steve Duchesne an die Philadelphia Flyers abgegeben. Dort zog er sich eine Knieverletzung zu und konnte nur 16 Spiele bestreiten. Kurz nach Beginn der Saison 1992/93 wurde er zu den Tampa Bay Lightning getradet. Er beendete noch die Spielzeit, bevor er seine Karriere beendete.

### Trainerkarriere
Kasper kehrte nach Boston zurück und wurde dort Assistenztrainer von Brian Sutter. Im folgenden Jahr wurde er Trainer des Farmteams der Bruins, den Providence Bruins, in der American Hockey League. In der Saison 1995/96 übernahm er die Boston Bruins als Cheftrainer, doch nach zwei Jahren mit mäßigem Erfolg wurde er dort entlassen. Nach mehrjähriger Pause kehrte er Ende der 2000er-Jahre als Scout in den Eishockeybereich zurück. Er arbeitete zwischen 2009 und 2012 in dieser Position für die Toronto Maple Leafs, ehe er zum Director of Professional Scouting befördert wurde. Im Jahr 2015 verließ er den Klub.
Er verließ daraufhin Nordamerika und betreute die Auswahl der Volksrepublik China bei der U18-Junioren-Weltmeisterschaft 2018 der Division IIB. Im Verlauf der Spielzeit 2018/19 übernahm er schließlich einen Assistenztrainerposten bei Kunlun Red Star aus der Kontinentalen Hockey-Liga und hatte diesen bis zum Ende der Saison 2019/20 inne.

## Erfolge und Auszeichnungen
- 1982 Frank J. Selke Trophy

## Karrierestatistik
(Legende zur Spielerstatistik: Sp oder GP = absolvierte Spiele; T oder G = erzielte Tore; V oder A = erzielte Assists; Pkt oder Pts = erzielte Scorerpunkte; SM oder PIM = erhaltene Strafminuten; +/− = Plus/Minus-Bilanz; PP = erzielte Überzahltore; SH = erzielte Unterzahltore; GW = erzielte Siegtore; 1 Play-downs/Relegation; Kursiv: Statistik nicht vollständig)

### NHL-Trainerstatistik
(Legende zur Trainerstatistik: Sp oder GC = Spiele insgesamt; W oder S = erzielte Siege; L oder N = erzielte Niederlagen; T oder U = erzielte Unentschieden; OTL oder OTN = erzielte Niederlagen nach Overtime oder Shootout; Pts oder Pkt = erzielte Punkte; Pts% oder Pkt% = Punktquote; Win% = Siegquote; Resultat = erreichte Runde in den Play-offs)